# هوغو ميورير
هوغو ميورير (بالألمانية: Hugo Meurer)، من مواليد 28 مايو 1869، وتوفي بتاريخ 4 يناير 1960، كان نائب أميرال في البحرية الإمبراطورية الألمانية، وكان ميورير أشرف على مفاوضات احتجاز الأسطول الألماني في شهر نوفمبر سنة 1918 بعد نهاية الحرب العالمية الأولى.